# Marseilles (Illinois)
Marseilles é uma cidade localizada no estado americano de Illinois, no Condado de La Salle.

## Demografia
Segundo o censo americano de 2000, a sua população era de 4655 habitantes.
Em 2006, foi estimada uma população de 4895, um aumento de 240 (5.2%).

## Geografia
De acordo com o United States Census Bureau tem uma área de
22,5 km², dos quais 21,5 km² cobertos por terra e 1,0 km² cobertos por água. Marseilles localiza-se a aproximadamente 158 m acima do nível do mar.

## Localidades na vizinhança
O diagrama seguinte representa as localidades num raio de 20 km ao redor de Marseilles.